# Pterostichus coracinus
Pterostichus coracinus är en skalbaggsart som beskrevs av Newman. Pterostichus coracinus ingår i släktet Pterostichus och familjen jordlöpare. Inga underarter finns listade i Catalogue of Life.